# Chekov (cràter)
Chekhov és un cràter d'impacte en el planeta Mercuri de 194 km de diàmetre. Porta el nom de l'escriptor rus Anton Txékhov (1860-1904), i el seu nom va ser aprovat per la Unió Astronòmica Internacional el 1976.